# 王绍鏊
王绍鏊（1888年1月9日—1970年3月31日），字却尘、格成，江苏吴江同里镇人，中国政治人物，中国民主促进会创始人之一。

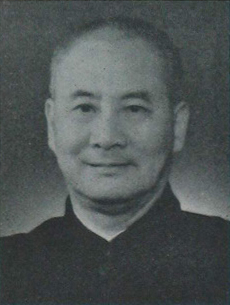
王紹鏊近照

## 生平
早年入江苏法政讲习所学习。1908年赴日留学于早稻田大学政治经济科，1911年毕业回国。参加章太炎的中华民国联合会（后改为统一党）)。当选为中华民国第一届国会众议院议员、宪法起草委员会委员。后参加过讨袁护法，拒绝曹锟贿选，先后受曹锟、孙传芳通缉。1927年四一二事变后，闭门阅读马列著作。1933年，经黄申芗介绍加入中国共产党，受中共中央特科领导。1936年6月，在南京浦口被捕，七七事变后才获释。
抗日战争初期，在太湖地区组织抗日武装。1941年转移香港，与张一麝等组织宪法研究会。抗战胜利后，根据中共党组织的指示，回上海开展民运工作。与张纪元、林汉达等在迈尔西爱路（今茂名南路）创办民本中学，自任校长，为组织活动提供场所。1945年，和马叙伦等共同发起组织中国民主促进会，当选为理事。
1946年6月，参与组织10万群众，在上海北火车站欢送以马叙伦为团长的赴南京请愿团。1947年，到香港成立民进港九分会。1948年5月，他和马叙伦等由香港赴北平，出席中国人民政治协商会议。
1949年建国后，担任政务院财政部副部长、全国人大预算委员会副主任、民进中央副主席、民建中央常委等职。1970年3月31日在北京病逝。